# Prados Redondos
Prados Redondos település Spanyolországban, Guadalajara tartományban. Prados Redondos Anquela del Pedregal, Torrecuadrada de Molina, Torremochuela, Tierzo, Castilnuevo, Molina de Aragón, Castellar de la Muela és Morenilla községekkel határos. Lakosainak száma 46 fő (2024).

## Népesség
A település népessége az utóbbi években az alábbiak szerint változott:
| Lakosok száma | 86   | 124  | 111  | 98   | 110  | 75   | 70   | 73   | 57   | 46   |
|               | 2001 | 2004 | 2006 | 2009 | 2011 | 2014 | 2016 | 2019 | 2021 | 2024 |